# 诺塔雷斯科
诺塔雷斯科（義大利語：Notaresco），是意大利泰拉莫省的一个市镇。总面积37平方公里，人口6999人，人口密度189.2人/平方公里（2009年）。ISTAT代码为067032。